# Csodatölcsér
A csodatölcsér (Mirabilis) a szegfűvirágúak (Caryophyllales) rendjébe és a csodatölcsérfélék (Nyctaginaceae) családjába tartozó növénynemzetség. A mintegy néhány tucat csodatölcsérfaj legtöbbje Amerikában őshonos. Legismertebb faja a nagy csodatölcsér (Mirabilis jalapa), amely világszerte népszerű kerti dísznövény.

## Fajok
A lista nem teljes.
- Mirabilis alipes
- Mirabilis coccinea
- Mirabilis expansa
- Mirabilis greenei
- Mirabilis jalapa
- Mirabilis laevis
- Mirabilis longiflora
- Mirabilis macfarlanei
- Mirabilis multiflora
- Mirabilis nyctaginea
- Mirabilis oblongifolia
- Mirabilis pumila
- Mirabilis rotundifolia
- Mirabilis tenuiloba